# 托尼·坎贝尔
安东尼·坎贝尔（英語：Anthony Campbell，1962年5月7日—），美国NBA联盟职业篮球运动员。他在1984年的NBA选秀中第1轮第20顺位被底特律活塞选中。